# 2013 au cinéma
| Années du cinéma : 2010 - 2011 - 2012 - 2013 - 2014 - 2015 - 2016    |
| Décennies du cinéma : 1980 - 1990 - 2000 - 2010 - 2020 - 2030 - 2040 |

Cet article présente les faits marquants de l'année 2013 au cinéma.

## Festivals

### Berlin
- Le 63e festival s'est déroulé du 7 au 17 février 2013. Le réalisateur chinois Wong Kar-wai en est le président du jury. Susanne Bier, Shirin Neshat et Tim Robbins font notamment partie du jury.

L'Ours d'or a été attribué à Călin Peter Netzer pour son film Mère et Fils (Poziția copilului).

### Cannes
- Le 66e Festival s'est déroulé du 15 au 26 mai 2013. Le réalisateur américain Steven Spielberg en est le président du jury. Daniel Auteuil, Nicole Kidman, Ang Lee et Christoph Waltz font notamment parties du jury.

La Palme d'or est attribuée au réalisateur Abdellatif Kechiche et aux actrices Léa Seydoux et Adèle Exarchopoulos pour La Vie d'Adèle.

### Venise
- La 70e Mostra s'est déroulée du 28 août au 7 septembre 2013. Le réalisateur italien Bernardo Bertolucci en est le président du jury, et ce pour la seconde fois. Virginie Ledoyen et Carrie Fisher font notamment partie du jury.

Le Lion d'or est décerné à Gianfranco Rosi pour le documentaire Sacro GRA.

### Autres festivals
- du 16 au 20 janvier[2], 16e Festival international du film de comédie de l'Alpe d'Huez ;
- du 17 au 27 janvier[3], 29e Festival du film de Sundance ;
- du 30 janvier au 3 février[4], 20e Fantastic'Arts de Gerardmer ;
- du 23 février au 2 mars[5], 23e Fespaco (Festival panafricain du cinéma et de la télévision de Ouagadougou) ;
- du 6 au 10 mars[6], 15e Festival du film asiatique de Deauville ;
- du 16 au 23 mars, 27e Festival international de films de Fribourg (FIFF) ;
- du 18 mars au 23 mars, 14e Festival international du film d'Aubagne - Music & Cinema[7] ;
- du 22 au 31 mars[8], 35e Festival international de films de femmes de Créteil ;
- du 10 au 15 juin[9], 37e Festival international du film d'animation d'Annecy ;
- du 28 juin au 9 juillet[10], 11e Festival Paris Cinéma ;
- du 5 au 13 juillet : 13e Festival international du film fantastique de Neuchâtel
- du 30 août au 8 septembre[11], 39e Festival du cinéma américain de Deauville ;
- du 14 au 20 octobre : 5e Festival Lumière à Lyon ;
- du 15 au 20 octobre : 19e Festival international des films gays, lesbiens et trans et ++++ de Paris ;
- du 19 octobre au 2 novembre[12], 4e Festival International du Film Fantastique de Nice ;
- du 26 novembre au 1er décembre, 21e Festival du cinéma russe à Honfleur.

## Récompenses

### Oscars
- La 85e cérémonie des Oscars s'est déroulée le 24 février 2013. La soirée était animée par Seth MacFarlane.

### Golden Globes
- La 70e cérémonie des Golden Globes se déroule le 13 janvier 2013. La soirée est animée par Tina Fey et Amy Poehler.

### Césars
- La 38e cérémonie des Césars se déroule le 22 février 2013. La soirée est animée par Antoine de Caunes.

### Autres récompenses
- 21e Festival du cinéma russe à Honfleur : Grand prix : Le Géographe a bu son globe (Географ глобус пропил) d'Alexandre Veledinski.
- Prix Romy-Schneider : Céline Sallette.

## Meilleurs films de l'année selon la presse et les organismes professionnels
| Sight and Sound (UK) 1. The Act of Killing 2. Gravity 3. La Vie d'Adèle 4. La grande bellezza 5. Frances Ha 6. (ex æquo) A Touch of Sin 6. (ex æquo) Upstream Color 8. Le Géant égoïste 9. (ex æquo) Norte, la fin de l'histoire 9. (ex æquo) L'Inconnu du lac                                                                | Les Cahiers du cinéma (France) 1. L'Inconnu du lac 2. Spring Breakers 3. La Vie d'Adèle 4. Gravity 5. A Touch of Sin 6. Lincoln 7. La Jalousie 8. Haewon et les hommes 9. Les Rencontres d'après minuit 10. La Bataille de Solférino | Variety (USA) - Justin Chang 1. Before Midnight 2. Gravity 3. Stories We Tell 4. La Vie d’Adèle 5. Le Dernier Pub avant la fin du monde 6. Inside Llewyn Davis 7. The Grandmaster 8. American Bluff 9. Her 10. Conjuring : Les Dossiers Warren                                                                                  | Variety (USA) - Peter Debruge 1. Inside Llewyn Davis 2. Twelve Years a Slave 3. Stories We Tell 4. Wadjda 5. Her 6. Our Children 7. Short Term 12 8. Dallas Buyers Club 9. Les Bruits de Recife 10. Mr Nobody | Variety (USA) - Scott Foundas 1. Her 2. Le vent se lève 3. American Bluff 4. La Vie d'Adèle 5. Inside Llewyn Davis 6. Berkeley 7. Nebraska 8. Twelve Years a Slave 9. Gravity 10. Cartel |
| Télérama (France) 1. La Vie d'Adèle 2. Django Unchained 3. Inside Llewyn Davis 4. Prisoners 5. Frances Ha 6. La grande bellezza 7. A Touch of Sin 8. La danza de la realidad 9. Blue Jasmine 10. L'Inconnu du lac 11. Le Géant égoïste 12. Mon âme par toi guérie 13. Le Passé 14. Snowpiercer, le Transperceneige 15. Heimat | New York Times (USA) - A. O. Scott 1. Inside Llewyn Davis 2. Twelve Years a Slave 3. La Vie d'Adèle 4. All About Albert 5. A Touch of Sin 6. All Is Lost 7. Frances Ha 8. Hannah Arendt 9. Le Majordome 10. (ex æquo) Gatsby le magnifique 10. (ex æquo) Le Loup de Wall Street 10. (ex æquo) The Bling Ring 13.Spring Breakers 14. No Pain No Gain 15. American Bluff | New York Times (USA) - Manohla Dargis 1. American Bluff 2. Before Midnight 3. Ma vie avec Liberace 4. Capitaine Phillips 5. Cartel 6. The Grandmaster 7. La grande bellezza 8. Her 9. Inside Llewyn Davis 10. Manakamana 11. Redemption 12. Rush 13. Spring Breakers 14. The Square 15. A Touch of Sin 16. Twelve Years a Slave | New York Times (USA) - Stephen Holden 1. Before Midnight 2. Inside Llewyn Davis 3. Twelve Years a Slave 4. Le Passé 5. Le Loup de Wall Street 6. American Bluff 7. La grande bellezza 8. La Vie d'Adèle 9. Nebraska 10. A Touch of Sin 11. Paradis : Amour 12. Gravity 13. Spring Breakers | Première (France) 1. Gravity 2. La Vie d'Adèle 3. La grande bellezza 4. Inside Llewyn Davis 5. The Master 6. Flight 7. Cloud Atlas 8. The Grandmaster 9. Zero Dark Thirty 10. A Touch of Sin |
| ABC (Spain) 1. La grande bellezza 2. Before Midnight 3. Prisoners 4. Mapa 5. La Vie d'Adèle 6. Gravity 7. Sugar Man 8. Django Unchained (Quentin Tarantino) 9. Blue Jasmine (Woody Allen) 10. Le Week-end 11. Tokyo Kazoku 12. A puerta fría                                                                                  | Slant Magazine (USA) 1. Her 2. Inside Llewyn Davis 3. Leviathan 4. Museum Hours 5. Like Someone in Love 6. Computer Chess 7. Bastards 8. Before Midnight 9. At Berkeley 10. A Touch of Sin 11. Laurence Anyways 12. Drug War 13. Spring Breakers 14. The Act of Killing 15. Viola 16. Le Dernier Pub avant la fin du monde 17. Frances Ha 18. Twelve Years a Slave 19. Stories We Tell 20. Room 237 21. The Grandmaster 22. À la merveille 23. The We and the I 24. You Ain't Seen Nothin' Yet 25. Gravity | British Film Institute (UK) 1. The Act of Killing 2. Gravity 3. La Vie d'Adèle 4. La grande bellezza 5. Frances Ha 6. A Touch of Sin 7. Upstream Color 8. Le Géant égoïste 9. (ex æquo) Norte, la fin de l'histoire 9. (ex æquo) L'Inconnu du lac                                                                               | Les Inrockuptibles (France) 1. L'Inconnu du lac 2. Haewon et les hommes 3. La Vie d'Adèle 4. Cloud Atlas 5. Les Rencontres d’après minuit 6. A Touch of Sin 7. Inside Llewyn Davis 8. Shokuzai 9. Zero Dark Thirty 10 (ex æquo) La Jalousie 10 (ex æquo) Frances Ha 12. Tip Top 13. La Bataille de Solférino 14. Promised Land 15. Passion 16. La Fille de nulle part 17. Lincoln 18. Jimmy P. (Psychothérapie d'un Indien des Plaines) 19. Spring Breakers 20. The Immigrant | Total Film (UK) 1. Gravity 2. Before Midnight 3. Zero Dark Thirty 4. Iron Man 3 5. La Vie d'Adèle 6. Django Unchained 7. The Place Beyond the Pines 8. Le Dernier Pub avant la fin du monde's end 9. Filth 10. Rush 11. Star Trek Into Darkness 12. Don Jon 13. Stories We Tell 14. Capitaine Phillips 15. American Bluff 16. Frances Ha 17. Lincoln 18. Le Géant égoïste 19. Hunger Games : L'Embrasement 20. Blue Jasmine |
| Empire (UK) 1. Gravity 2. Capitaine Phillips 3. Rush 4. Mud : Sur les rives du Mississippi 5. Lincoln 6. Stocker[Quoi ?] 7. Iron Man 3 8. Before Midnight 9. La grande bellezza 10. Alan Partridge : Alpha Papa | Studio Ciné Live (France) 1. La Vie d'Adèle 2. Gravity 3. Django Unchained 4. Les Garçons et Guillaume, à table ! 5. Tel père, tel fils 6. (ex æquo) L'Inconnu du lac 6. (ex æquo) Zero Dark Thirty 8. Le Passé 9. (ex æquo) Lincoln 9. (ex æquo) Quai d’Orsay | The Guardian (UK) 1. The Act of Killing 2. La grande bellezza 3. (ex æquo) Ma vie avec Liberace 3. (ex æquo) Gravity 5. Django Unchained 6. Before Midnight 7. For Ellen 8. Only God Forgives 9. I Wish 10. Wadjda | The Village Voice (USA) 1. Inside Llewyn Davis 2. Her 3. Twelve Years a Slave 4. Before Midnight 5. The Act of Killing 6. Leviathan 7. Upstream Color 8. Gravity 9. Frances Ha 10. La Vie d'Adèle 11. American Bluff 12. Museum Hours 13. Stories We Tell 14. Computer Chess 15. Spring Breakers 16. A Touch of Sin 17. Le Loup de Wall Street 18. All Is Lost 19. Au-delà des collines 20. La grande bellezza                                                                | Time Out (UK) 1. La grande bellezza 2. La Vie d'Adèle 3. It's Such a Beautiful Day 4. Zero Dark Thirty 5. Our Children 6. I Wish 7. Stories We Tell 8. Blue Jasmine 9. Gravity 10. The Act of Killing |

## Fréquentation

### En France
En France, la fréquentation en 2013 s'établit à 192,8 millions d’entrées, en recul de 5,3 % par rapport à l'année précédente. Pour la première fois depuis l'année 2009, les entrées n'atteignent pas le chiffre de 200 millions. L'année est marquée par l'absence de grand succès de fréquentation, aucun film ne dépassant les 5 millions d'entrées (à l'inverse, trois films étaient dans ce cas en 2012).
Les quatre films ayant fait les meilleurs résultats en France sur l'année 2013 sont américains : Moi, moche et méchant 2 (4,6 millions d’entrées), devant Iron Man 3 (4,4 millions), Django Unchained (4,3 millions) et Gravity avec 4,1 millions d'entrées. Le premier film français, Les Profs, est cinquième du classement avec 4 millions d'entrées. En étendant le classement aux films sortis en 2013 exploités sur 2013-2014, ce sont les six films qui ont fait le plus d'entrées en France qui sont américains, puisqu’il faut ajouter en tête La Reine des neiges (5,0 millions d'entrées) et Le Hobbit : La Désolation de Smaug (4,7 millions).
La part de la fréquentation des films français en France est sur cette année de 33,3 %, soit sept points de moins que l'année précédente, tandis que celle des films américains est de 53,9 %, c'est-à-dire 11,2 points de plus qu'en 2012. Le seul film français à réaliser plus de 3 millions d'entrées est Les Profs de Pierre-François Martin-Laval, alors que quatre films français étaient dans ce cas en 2012. Les films français à plus de deux millions d'entrées sont trois, ils étaient huit en 2012.

### En Corée du Sud
En Corée du Sud, avec 213 millions d'entrées (+ 9,45 % par rapport à 2012), les entrées dépassent pour la première fois les 200 millions et font plus que les entrées en France (193 millions) pour la première fois (à titre de comparaison il faut remonter à 1966 pour voir plus d'entrées en France à l’exception de 2011 et de ses 217 millions d'entrées grâce au succès d'Intouchables et ni le Japon, ni l'Allemagne, ni le Royaume-Uni, ni l'Espagne et ni le Brésil n'ont fait mieux depuis au moins 1980, ni la Russie depuis au moins 1995, seule l'Italie en 1980 et 1981 dépasse les 213 millions d'entrées depuis 1980, et bien sûr les États-Unis, la Chine et l'Inde qui sont de loin les trois plus gros marchés[réf. nécessaire]) et le nombre d’entrées pour les films sud-coréens dans leur propre pays bat également un record avec 127 millions (+ 11,1 % par rapport à 2012), représentant 59,7 % des entrées. L'exportation international de l'audiovisuel sud-coréen aura également générer 59 millions $ (+ 57,2 % par rapport à 2012) dont 37 millions $ pour les films (+ 83,7 % par rapport à 2012) (à titre de comparaison, les films français auront générer 380 millions $ (280 millions €) en 2013 à l'international).

### En Chine
En Chine, la fréquentation en 2013 progresse de 27 %.

## Langues de tournage
Depuis 1914 sans exception l’anglais reste encore une fois la première langue de tournage en 2013 avec 4 858 films tournés en anglais, soit 56 % de la production mondiale. L'espagnol, deuxième langue de tournage depuis 1939 à quelques exceptions près reste cette année encore la deuxième langue de tournage avec 572 films tournés en espagnol, soit 7 % de la production mondiale. Le français se classe troisième, place habituelle en alternance avec le japonais depuis 1999, avec 405 films tournés en français, soit 5 % de la production mondiale, suivit de près par le japonais avec 398 films (5 %). Contrairement à une idée répandue que Bollywood serait le plus gros producteur de films, le marché indien se répartit en de nombreuses langues dont l'hindi et le tagalog en sont les principales langues de tournage en alternance selon les années. Seuls sont pris en compte les films ayant eu une sortie au cinéma effective, d'où seulement 236 films tournés en mandarin, cantonais, minnan et autres langues chinoises sur environ 400 films produits, une bonne partie d'entre eux n'ayant pas la chance d'obtenir une sortie au cinéma. L'absence presque totale du yoruba (2 films), principale langue de tournage au Nigeria (Nollywood), s'explique également par le fait que leur énorme production à petits budgets ne sort que directement en vidéo sans sortie cinéma.

## Principaux décès

### Premier trimestre
- 2 janvier : 
  - Jeanine Forney, 73 ans, actrice française de doublage
  - Zaharira Harifai, 83 ans, actrice israélienne ;
  - Géza Koroknay, 64 ans, acteur hongrois ;
- 3 janvier : Sergiu Nicolaescu, 82 ans, acteur et réalisateur roumain ;
- 5 janvier : T. S. Cook, 65 ans, scénariste américain ;
- 5 janvier : Claude Préfontaine, 79 ans, acteur québécois ;
- 7 janvier : David Richard Ellis, 60 ans, réalisateur américain ;
- 11 janvier : Mariangela Melato, 71 ans, actrice italienne ;
- 12 janvier : Anna Lizaran, 68 ans, actrice espagnole ;
- 15 janvier : Nagisa Ōshima, 80 ans, réalisateur japonais ;
- 3 mars : Hercs Franks, 87 ans, cinéaste letton et israélien ;
- 13 mars : Francis Lax, 82 ans, acteur français ;
- 28 mars : Richard Griffiths, 65 ans, acteur britannique ;

### Deuxième trimestre
- 5 mai : Lotfi Dziri, 67 ans, 	acteur tunisien ;
- 8 mai : Jeanne Cooper, 84 ans, actrice américaine ;
- 8 mai : Bryan Forbes, 86 ans, réalisateur britannique ;
- 8 mai : Taylor Mead, 88 ans, acteur américain ;
- 9 mai : Alfredo Landa, 80 ans, acteur espagnol ;
- 9 mai : Huguette Oligny, 91 ans, actrice québécoise ;
- 13 mai : Joyce Brothers, 85 ans, actrice américaine ;
- 14 mai : Artus de Penguern, 56 ans, acteur et réalisateur français ;
- 16 mai : Paul Shane, 72 ans, acteur britannique ;
- 18 mai : Steve Forrest, 87 ans, acteur américain ;
- 18 mai : Penne Hackforth-Jones, 63 ans, actrice australienne ;
- 18 mai : Alekseï Balabanov, 54 ans, cinéaste russe ;
- 18 mai : Robert Ménégoz, 86 ans, réalisateur français
- 21 mai : Antoine Bourseiller, 82 ans, acteur français ;
- 22 mai : Luis de Cespedes, 64 ans, acteur québécois ;
- 24 mai : 
  - Françoise Blanchard, 58 ans, actrice française
  - Piotr Todorovski, 87 ans, réalisateur russe ;
- 26 mai : Fernand Bonnevie, 98 ans, moniteur de ski dans Les Bronzés font du ski ;
- 5 juin : Katherine Woodville (en), 75 ans, actrice britannique ;
- 19 juin : James Gandolfini, 51 ans, acteur américain connu pour avoir joué le rôle de Tony Soprano dans la série Les Soprano ;
- 29 juin : Jim Kelly, 67 ans, acteur américain ;

### Troisième trimestre
- 13 juillet : Cory Monteith, 31 ans, acteur canadien ;
- 21 juillet : Denys de La Patellière, 92 ans, réalisateur et scénariste français ;
- 22 juillet : Valérie Lang, 47 ans, actrice française et fille de Jack Lang ;
- 25 juillet : Bernadette Lafont, 74 ans, actrice française ;
- 28 juillet : Eileen Brennan, 80 ans, actrice américaine ;
- 8 août : Jiří Krejčík, 95 ans, réalisateur tchèque ;
- 8 août : Karen Black, 74 ans, actrice américaine ;
- 24 août : Julie Harris, 87 ans, actrice américaine ;
- 2 septembre : Valérie Benguigui, 52 ans, actrice et metteur en scène française ;

### Quatrième trimestre
- 7 octobre : Patrice Chéreau, 68 ans, metteur en scène de théâtre et d'opéra, réalisateur et scénariste de cinéma, et acteur français ;
- 10 octobre : Hadidjah, 90 ans, actrice indonésienne (° 13 juin 1923) ;
- 19 octobre : Georges Descrières, 83 ans, acteur français ;
- 24 octobre: Antonia Bird, 62 ans, réalisatrice britannique ;
- 25 octobre : Marcia Wallace, 70 ans, actrice américaine et voix d'Edna Krapabelle ;
- 9 novembre : Jacques Besnard, 84 ans, réalisateur français qui fit notamment Le Grand Restaurant et Le Fou du labo 4 ;
- 22 novembre : Georges Lautner, réalisateur français s'est éteint à l'âge de 87 ans. En 60 ans de carrière, il avait tourné avec les plus grands ;
- 30 novembre : Paul Walker, 40 ans, acteur américain. Connu principalement dans la saga Fast and Furious ;
- 7 décembre : Édouard Molinaro, 85 ans, réalisateur et scénariste français ;
- 9 décembre : Eleanor Parker, 91 ans, actrice américaine ;
- 10 décembre : Rossana Podestà, 79 ans, actrice italienne ;
- 14 décembre : Peter O'Toole, 81 ans, acteur irlandais connu notamment pour son de rôle de Lawrence d'Arabie dans le film homonyme de David Lean ;
- 15 décembre : Joan Fontaine, 96 ans, actrice américaine connue notamment pour ses rôles dans les films d'Alfred Hitchcock Rebecca et Soupçons.